# Иванов, Евгений Артемьевич
Евгений Артемьевич Иванов (6 декабря 1920, Петроград, Российская империя — 3 июля 1960, Ленинград, РСФСР, СССР) — советский актёр театра и кино, участник Советско-финляндской и Великой Отечественной войн.

## Биография
Родился 6 декабря 1920 года в Петрограде Российской империи.
В 1939 году окончил 19-ю среднюю школу своего родного города, после чего поступил на актёрский факультет Ленинградского государственного театрального института, но доучиться у Иванова так и не получилось, так как начался призыв в ряды Красной армии.
Участник Советско-финляндской и Великой Отечественной войн, являлся солистом ансамбля Западного фронта ПВО. Пройдя всю войну, Иванов получил контузию.
Был пленным десяти дней в одной из двух войн. За всё время был удостоен лишь одной награды — медали «За победу над Германией в Великой Отечественной войне 1941—1945 гг.».
После демобилизации в 1945 году, Иванов поступил в студию при Ленинградском большом драматической театре имени М. Горького, которую окончил в 1947 году, после чего был взят в труппу театра, где прослужил до конца своих дней (БДТ). Сыграл много различных театральных ролей. Снимался также в советских фильмах, но значительно меньше. Был активен на экране с 1952 года до начала 1960-х годов.
В 1948 году в рядах ВКП (б), позже был избран секретарём партийной организации театра.
Ушёл из жизни 3 июля 1960 года от обширного инфаркта сердца прямо в театре. Много переживал и работал, что и послужило надрыву сердца. Похоронен в Ленинграде на Красненьком кладбище.

### Личная жизнь
- Много лет был женат на Грации Александровне Ляховой, которая так же прошла всю войну. От общего брака в 1950-м году родилась дочь Наталья. После смерти отца, артисты БДТ всячески помогали ей, а когда дочери Е. А. Иванова исполнилось шестнадцать лет, взяли её работать в театр[1].

## Фильмография
- 1952 — Разлом — матрос
- 1953 — Враги — Андрей Акимцев
- 1953 — Любовь Яровая — Ваня Колосов
- 1955 — Максим Перепелица — армейский корреспондент
- 1957 — Балтийская слава — матрос
- 1958 — В дни Октября — митингующий
- 1959 — Достигаев и другие — Степан Тятин
- 1960 — Третья патетическая — сталевар